# جان میوت
جان فراسر میوت (به انگلیسی: John Fraser Muth) (متولد ۲۷ سپتامبر ۱۹۳۰ – فوت ۲۳ اکتبر ۲۰۰۵) یک اقتصاددان آمریکایی بود. وی به پدر انقلاب انتظارات عقلائی در علم اقتصاد معروف می‌باشد. مقاله معروف او درمورد انتظارت عقلائی و تئوری تغییرات قیمت در سال ۱۹۶۱ می‌باشد.
میوت مدرک Ph.D خود را در گرایش اقتصاد ریاضی از دانشگاه کارنگی ملون (Carnegie Mellon University) دریافت کرد و در سال ۱۹۵۴ به عنوان اولین دریاف‌کننده جایزه الکساندر هندرسون انتخاب شد. وی در بین سال‌های ۱۹۵۶ – ۱۹۵۹ به عنوان محقق و استادیار در کارنگی ملون مشغول کار بود و در بین سال‌های ۱۹۵۹ – ۱۹۶۲ به عنوان دانشیار و در بین سال‌های ۱۹۶۲ – ۱۹۶۴ به عنوان استاد تمام در این دانشگاه به فعالیت پرداخت.
بحث میوت یک رویکرد متفاوت به توسعه پیش‌بینی بهینه در قالب یک مدل خطی اقتصادی با ساختار تصادفی بود. مقاله پیشرفته میوت در مورد فرضیه انتظارات «ضرورتاً پیش بینی‌ها مرتبط با تئوری‌های اقتصادی می‌باشد». بنابراین «انتظارات به طور خاص بستگی به ورودی‌های سیستم دارد». برای تشریح کاربرد این مسئله میوت از بازارهای فردی استفاده کرد. اگر چه او در مورد پیچیدگی‌های پیامدهای اقتصاد کلان فرضیه خود را استادانه تصریح کرده‌است؛ اما میوت توجهی به این امر نکرده‌است که «غالباً ضروری است که حساسیت پیش بینی‌ها دربارهٔ روش انتظارات زمانی که هر دو مقدار از اطلاعات در دسترس است یا ساختار سیستم که تغییر کرده‌است، صورت گیرد». این بینش به این شکل می‌باشد که شکل مبنایی برای نقد ارزیابی سیاست‌های اقتصادسنجی توسط لوکاس صورت گرفت. در واقع، لوکاس پیشنهاد کرده‌است که استدلال noninvariance، در نقد لوکاس، تصریحی از کار میوت می‌باشد همانگونه که کار میوت برگرفته از کارهای فریدمن، فرانک و نایت می‌باشد.
علیرغم واقعیت‌های مقاله میوت به نظر می سد که به‌طور غیرمنتظره از سوی همکاران و دوستان خود مورد توجه قرار نگرفت. فرضیه انتظارات عقلائی بیان شده توسط موت (۱۹۶۱، ۱۹۸۱) سه نکته مهم داشت:
(۱) اطلاعات کمیاب است، و نظام اقتصادی به‌طور کلی آن را هدر نمی‌دهد.
(۲) روشی که انتظارات شکل می‌گیرد بستگی به‌طور خاص در ساختار سیستم مناسب برای توصیف اقتصاد دارد.
(۳) پیش‌بینی عمومی، در نظر Grunberg و مودیلیانی (۱۹۵۴)، اثر قابل توجهی در عملکرد نظام اقتصادی ندارد، او در ادامه فرضیه به شرح موارد زیر پرداخته‌است:
1. اختلالات تصادفی به‌طور نرمال توزیع شده‌است.
2. یک معادل اطمینان برای متغیر پیش‌بینی شده وجود دارد.
3. سیستم معادلات، شامل فرمول انتظارات، خطی هستند.

میوت نتوانست مقاله خود را در سالی که نوشت به دلیل توجه کم به آن موضوع در مجله‌ای چاپ کند. این موضوع مطرح شده در ان زمان نتوانست نظرات همکاران و دوستان را متقاعد و جلب کند. هرب سایمون در یک موضوع جایگزینی مطرح شده به نام Bounded Rationality موضوعی مطرح شده توسط میوت را گسترش داد، این موضوع بیان می‌کند که مردم عموماً با کسب و رتبه‌بندی اطلاعات خود منجر به انتخاب‌های کامل در مورد بازارها و مکان‌ها می‌شود.
با این وجود، میوت(۱۹۶۱)در مقاله مشهور خود می‌گوید؛ از آنجا که انتظارات، پیش‌بینی وقایع آینده هستند الزاماً با پیش‌بینی‌های تئوری‌های اقتصادی مربوطه، یکسان می‌باشند در ادامه خلاصه‌ای از مقاله میوت دربارهٔ فرضیه انتظارت عقلائی بیان شده‌است. وی بیان می‌کند انتظارات که ذهنی هستند، برای رفتار کارگزاران اقتصادی و تمام فعالیت‌های اقتصادی اساسی می‌باشد. کارتر و مدوک (۱۹۸۴) اشاره می‌کنند، از آنجا که تمام تصمیمات اقتصادی مستلزم انجام اقداماتی در زمان حال برای پاداش‌های نامطمئن در آینده هستند، لذا انتظارات در مورد آینده نقش مهمی در تصمیم‌گیری‌ها دارد. یک مثال واضح این است که انتظارات تورمی، رفتار مربوط به مذاکرات دستمزد بین اتحادیه‌های کارگری و کارفرمایان را تحت تأثیر قرار می‌دهد. چنانچه اتحادیه کارگری نرخ تورم رایج را برای دوره قرارداد، کمتر از حد برآورد نماید در این صورت کارگران احتمالاً متوجه می‌شوند که مواجه با افزایش دستمزد اسمی ولی کاهش دستمزد حقیقی شده‌اند.
فرضیه انتظارات عقلائی طی چند سال به شکل‌ها و تعبیرهای مختلفی در ادبیات اقتصادی ارائه گردیده‌است. در ابتدا لازم است که بین تعبیرهای ضعیف و قوی فرضیه انتظارات عقلائی، تمایز قایل شویم. ایده اصلی در ورای تعبیر ضعیف فرضیه انتظارات عقلایی این است که در شکل‌گیری پیش‌بینی‌ها یا شکل‌گیری انتظارات برای مقدار آتی یک متغیر، کارگزاران عقلائی بهترین (کاراترین) استفاده را از تمامی اطلاعاتی که در اختیار عموم قرار دارد و آن‌ها معتقدند که مقدار متغیر مورد نظر را تعیین می‌کند، خواهند کرد. به‌عبارت دیگر فرض می‌شود که انتظارات به‌طور عقلائی و مطابق با رفتار حداکثرسازی مطلوبیت توسط کارگزاران اقتصادی منفرد، شکل می‌گیرد. به‌عنوان مثال اگر کارگزاران اقتصادی معتقد باشند که نرخ تورم به وسیلهٔ نرخ انبساط پولی تعیین می‌شود در آن صورت آن‌ها بهترین استفاده را از تمامی اطلاعاتی که در اختیار عموم در مورد نرخهای انبساط پولی قرار دارد، برای شکل‌گیری انتظاراتشان راجع به نرخهای آتی تورم خواهند کرد.
دو نتیجه‌گیری مهم از مطالعه داده‌های انتظارات به صورت زیر می‌باشد:
الف) انتظارات صورت گرفته در بخش صنعت به‌طور متوسط بسیار دقیق تر از مدل‌های ساده naive بوده و به اندازه سیستم معادلات به خوبی توانایی پیش‌بینی مدل‌های پیچیده را دارا می‌باشند. اگرچه، ایده‌های متفاوت قایل توجهی در این مقطع وجود دارد.
ب) انتظارات گزارش شده به صورت کلی میزان تغییرات گسترده‌ای را که محیط واقعی رخ می‌دهد کمتر از حد برآورد می‌کند.
به منظور توضیح این پدیده‌ها، از آنجایی که پیش‌بینی آگاهانه از رخدادهای آتی، مربوط به پیش‌بینی‌های تئوری‌های اقتصادی می‌باشد. به منظور جلوگیری از سر در گم شدن در مورد فرضیه مطرح شده‌است و صرفاً جنبه توضیحی در مورد آنچه که بنگاه‌ها باید انجام دهند بیان می‌شود که به این عمل عقلانیت گفته می‌شود. برخی مواقع در اقتصاد بحث می‌شود که فرضیه عقلانیت منجر به تئوری‌های ناسازگار یا نامناسب برای توضیح مشاهدات اتفاق افتاده می‌باشد. این امر به خصوص در مورد تغییرات در طول زمان صادق می‌باشد. فرضیه مطرح شده در این قسمت دقیقاً نقطه مقابل این دیدگاه می‌باشد که مدل‌های پویای اقتصادی به اندازه کافی از عقلانیت استفاده نمی‌کنند یا عقلانیت پذیر نیست.
در نهایت مهم‌ترین کارهای تحقیقاتی میوت را می‌توان به شرح زیر نام برد.